# Lepčština
Lepčština (lepča) nebo také rong je tibetobarmský jazyk, kterým mluví Lepčové v indickém státě Sikkim a část obyvatel Západního Bengálska, Nepálu a Bhútánu.

## Populace
Lepčštinou mluví menšina v indických státech Sikkim a Západní Bengálsko, ale i část obyvatel Nepálu a Bhútánu. V oblastech, kde se jím mluví, je považován za domorodý jazyk předcházející příchodu tibetských jazyků (sikkimština, dzongkha a další) a nově i nepálština. Mluvčí lepčštiny se dělí na čtyři zřetelná společenství: Renjóngmú Sikkimu; Támsángmú Kalimpongu, Kurseongu a Miriku; Ilamové Ilamského okresu v Nepálu a Promú jihozápadního Bhútánu. Skupiny, které používají lepčštinu v Indii jsou větší než ty v Nepálu a Bhútánu.
Podlé indického sčítání lidu je v Indii 50 000 mluvčích lepčštiny, ale skutečný počet rodilých mluvčích tohoto jazyka se může blížit k číslu 30 000.

## Klasifikace
Lepčštinu je těžké zařadit, ale George van Driem (2001) naznačuje, že může být nejbližší mahákirántským jazykům, podrodině himálajských jazyků.
Lepčština je vnitřně různorodá, což ukazuje na lexikální vlivy z různých většinových jazykových skupin napříč čtyřmi hlavními komunitami Lepčů. Podle Plaisiera (2007), tyto nepálské a sikkimské tibetské vlivy nepředstavují dialektický rozdíl.
Roger Blench naznačuje, že lepčština může mít austroasijský základ, který vznikl z dnes již vymřelé austroasijské větve, kterou nazývá róngickou.

## Rysy
Lepčština je netónový sinotibetský jazyk, ačkoli má fonémický přízvuk nebo výšku, která může být vyznačena v lepčském písmu. Hodně z jeho slovní zásoby se skládá z jednoslabičných prvků. Pozoruhodné je, že slova, která jsou běžně považována za obscénní nebo tabu v jiných jazycích, nejsou takto stejně vnímána rodilými mluvčími.

## Písmo a romanizace
Lepčské písmo (také známé jako „rong“) je slabičné písmo, ve kterém se objevují různorodé speciální značky a ligatury. Jeho rodokmen je nejasný. Brzké rukopisy byly psány ve svislém směru, což je znamení čínského vlivu. K předchozímu vývoji písma, lepčské literární práce byly vytvořeny v tibetské skriptu.
Lepčština je romanizována dle měnících se systémů, převažujícím systémem je ale ten od Mainwaringa (1876). Většina lingvistů, včetně Plaisiera (2007), vyvinula své upravené verze vycházející ze systému Mainwaringa. Ostatní lingvisté a historici používají systémy založené na evropských jazycích, jako je angličtina, francouzština a němčina.

## Gramatika
V lepčské gramatice se objevují podstatná jména, zájmena, přídavná jména, příslovce a slovesa. Slovosled je typicky subjekt-objekt-sloveso (SOV). Lepčská morfologie vykazuje aglutinační rysy, i když většina slov je tvořena jedním nebo dvěma slabikami.